# БВ (тип речных судов)
БВ — марка малых речных буксиров-толкачей, проекта 861, выпускаемых Красноярским судостроительным заводом и Каширским судостроительным заводом с 1970 года. Аббревиатура БВ обозначает Буксир Водомётный.
Буксиры БВ представляют собой теплоходы с водомётным движителем. Главный двигатель — один марки 3Д6, мощностью 150 л. с. Управление рулевыми механизмами и двигателем — дистанционное, неавтоматическое посредством механических передач.
Минимальный экипаж — 2 человека.
Буксиры БВ используются в качестве линейных на малых реках для толкания барж водоизмещением до 500 тонн, для толкания несамоходных паромов, для выполнения портовых кантовочных и маневровых работ, в качестве толкачей для грунтоотвозных шаланд.